# Lotte Jekéli
Lotte Jekéli (* 2. Juni 1927 in Eisenach; † 9. August 2018 in Wiesbaden) war eine deutsche Pianistin und Hochschullehrerin.

## Leben

### Familie
Lotte Jekélis Vater Julius Jekeli stammte aus Bogeschdorf in Siebenbürgen und war Lehrer in Mediasch und Klausenburg. Ihre Mutter Gertrud, geborene Kühn, stammte aus Wiesbaden, hatte ihren Vater auf einer Klassenfahrt kennengelernt und war dann zu ihm gezogen. 1923 siedelten die Eltern nach Deutschland um. Julius studierte in Marbach Theologie und bekam eine Pfarrerstelle in Eisenach. Gertrud wurde Studienrätin. Die Familie ließ sich in der Gemeinde Mosbach nieder. In dem Pfarrhaus kam Lotte früh mit klassischer Musik in Berührung. Einen nachhaltigen Eindruck bei ihr hinterließ Pianistin Elly Ney, die sie in einem Eisenacher Konzert erlebte. Erste Auftritte Lottes in der Öffentlichkeit folgten. Sie wurde Schülerin des Eisenacher Kantors Erhard Mauersberger und wirkte am Cembalo in oratorischen Aufführungen mit.

### Ausbildung
Nach dem Abitur begann sie 1945 ein Studium an der Musikhochschule Weimar bei Karl Weiß und folgte diesem 1948 in den Westen an die Musikhochschule Trossingen. Danach wechselte sie an die Musikhochschule Stuttgart zu Wladimir von Horbowski-Zaranek. Meisterkurse besuchte sie bei Alfred Cortot in Paris und Rudolf Serkin in Bern und beendete ihre Ausbildung mit dem Staatsexamen 1952 in Trossingen.

### Beruf
Erste bemerkenswerte öffentliche Auftritte waren ein Liederabend in Weimar (1948), in dem sie den am Beginn seiner fulminanten Karriere stehenden
Sänger Dietrich Fischer-Dieskau „in nahezu vollkommener Einheit des künstlerischen Erlebens und der Gestaltung“ (Thüringische Landeszeitung) begleitete, und ein eigener Klavierabend (1950) in Wiesbaden, dem eine mit „Außergewöhnliches Klaviertalent“ betitelte Rezension folgte: Sie wurde in die „Spitzenreihe eines hoffnungsvollen Pianistennachwuchses“ eingeordnet. Es folgte eine zehnjährige Lehrtätigkeit am Musikseminar Güntzel in Wiesbaden. 1962 erhielt sie einen Lehrauftrag am Staatlichen Hochschulinstitut für Musik Mainz und wurde dort 1976 „Professorin für künstlerisches Klavierspiel“.
Neben der Unterrichtstätigkeit war sie mit zahlreichen Klavierrecitals und als Solistin in Klavierkonzerten in Metropolen und in kleineren Städten des In- und Auslands unterwegs, so in Großbritannien, Irland, Frankreich, der Schweiz, Italien, Tschechien, Rumänien, Russland, den USA und Südafrika.
Seit der politischen Wende in Rumänien konzertierte Jekéli verstärkt in diesem Land, zum Teil im Rahmen des Goethe-Instituts. Zu nennen sind
Konzerte u. a. in Bukarest, Ploiești, Satu Mare, Sinaia und in den siebenbürgischen Städten Klausenburg, Hermannstadt, Kronstadt, Bistritz und Mediasch, mit denen sie ihre Verbundenheit mit Siebenbürgen und Rumänien zum Ausdruck bringen wollte.
In ihrem Repertoire hat neben dem Werk Bachs immer die Musik Beethovens eine besondere Rolle gespielt, zudem die großen Werke von Mozart, Schubert, Schumann, Brahms und Chopin. Interesse zeigt sie aber auch für die Moderne, so für Ravel, Janáček, Schönberg, Berg, Strawinsky oder Messiaen, allen voran für Bela Bartók.

## Aufnahmen
- Ludwig van Beethoven: Klaviersonate Es-Dur, op. 81a, Motette-Ursina-Schallplattenverlag, Wiesbaden 1984
- Johann Franz Xaver Sterkel: Konzert für Klavier und Orchester C-Dur op. 20, Wolfgang Amadeus Mozart: Konzert für Klavier und Orchester A.Dur KV 414, Rondo A-Dur KV 386, RBM-Musikproduktion, Mannheim 1991
- Ludwig van Beethoven: Klaviersonate Nr. 17 d-Moll op. 31/2, Bella Musica, Bühl 1996
- Ludwig van Beethoven: Konzert für Klavier und Orchester Nr. 3 c-Moll op. 37,  Wolfgang A. Mozart: Konzert für Klavier und Orchester Nr. 22, Es-Dur KV 482, mit dem Prager Kammerorchester, Ltg. Milan Lajcík, RBM-Musikproduktion, Bietigheim-Bissingen 2003/2005
- Ludwig van Beethoven: 6 Variationen F-Dur op. 34, Sonaten Nr. 13 D-dur und Nr. 23 f-Moll, Bella Musica, P 2009

## Auszeichnungen und Mitgliedschaften
- Preisträgerin Bundesauswahl junger Künstler des Deutschen Musikrats
- 1957 Jurymitglied des Wettbewerbes Konzerte junger Künstler.
- 1969 Teilnehmerin der Meisterschule von Arturo Benedetti Michelangeli in Castagnola
- Langjähriges Mitglied der European Piano Teachers Association (EPTA), mit Vorträgen und eigenen Konzerten in Manchester, Zagreb, Budapest, Rom, New York, Madeira, Zypern und London